# Hans-Jürgen von Arnim
Hans-Jürgen von Arnim (Ernsdorf, 4 april 1889 - Bad Wildungen, 1 september 1962) was een Duitse officier en Generaloberst. Hij diende tijdens de Eerste en Tweede Wereldoorlog. Hij voerde het commando over een divisie, legerkorps en een leger. Arnim was de laatste opperbevelhebber van de Heeresgruppe Afrika.

## Leven

### Familie
Hans-Jürgen von Arnim werd op 4 april 1889 in Ernsdorf geboren. Hij ging naar het gymnasium in Görlitz en Glogau en behaalde daar zijn diploma. De vader (1861-1931) van Arnim, was een Generalmajor buiten dienst van het Koninklijke Pruisisch leger. Zijn moeder was Martha Honrichs (1865-1953) uit Reichenbach, Silezië. De grootvader Theodor van Arnim was ook een officier (Generalleutnant) geweest. Hij diende in de Grote Generale Staf van 1850 tot 1866. Hans-Jürgen von Arnim was een telg uit het geslacht Arnim, die sinds de 16e eeuw in een burcht in Uckermark woonde.

### Karakter Hans-Jürgen von Arnim[13]
Hans-Jürgen von Arnim was een sterke, maar buitengewoon eerlijke man voor zijn ondergeschikten, met wie hij een sterke relatie had. Hij genoot niet van ruzies met zijn meerderen, maar hij miste ze evenmin. Hij werd gedurende zijn hele carrière als een ambitieus persoon beschreven en wilde verantwoordelijkheid aanvaarden, en als een kalme man die nooit zijn zenuwen verloor en onverzorgd bleef.
Arnim trouwde op 26 maart 1917 met  Annemarie von Dechent (1895–1982) in Berlijn, de dochter van de Pruisische Oberstleutnant Max von Dechent en zijn vrouw Marianne Koch. Het echtpaar kreeg een dochter, zij werd geboren op 21 januari 1920.

### Eerste Wereldoorlog
Op 1 april 1908 trad Arnim als Fahnenjunker in dienst van het 4. Garde-Regiment zu Fuß in het Pruisische leger. Hij ging naar de militaire school in Danzig, en werd op 19 augustus 1909 bevorderd tot Leutnant (met terugwerkende kracht vanaf 17 augustus 1907). Als zodanig werd hij in oktober 1913 als adjudant van het 1e bataljon ingezet. Met de uitbraak van de Eerste Wereldoorlog kwam Arnim in dezelfde functie bij het Reserve-Infanterie-Regiment Nr. 93 terecht, dat volgens het mobilisatieplan uit delen van zijn formaties opgebouwd werd, en aan het nieuw opgerichte 1. Garde-Reserve-Division toegevoegd werd. Tijdens de verovering van Namen, raakte Arnim gewond en keerde midden september 1914, na een verblijf in het ziekenhuis, terug naar het ondertussen naar het oostfront verplaatste regiment. Hier was Arnim soms plaatsvervangend regimentsadjudant en na zijn bevordering tot Oberleutnant compagniescommandant. Nadat het regiment (het behoorde sinds mei 1915 tot het 4. Garde-Infanterie-Division) in oktober 1915 terug verplaatst was naar het westfront, raakte Arnim, tijdens de loopgravenoorlog in Vlaanderen, in juli 1916 nogmaals gewond. Drie maanden later keerde Arnim terug naar zijn regiment te velde en werd als ordonnansofficier naar de staf van het 4. Garde-Infanterie-Division gecommandeerd. Begin januari 1917 volgde in die hoedanigheid zijn overplaatsing naar de divisiestaf. En op 27 januari 1917 zijn bevordering Hauptmann. Gedurende tweeënhalve maand was hij hulpofficier in het Generalkommando van het Garde-Reserve-Korps, tot Arnim op 4 juli 1917 tot adjudant van het 4. Garde-Infanterie-Division benoemd werd. Tegelijk was hij tot het einde van de oorlog, veelvuldig bataljonscommandant van het Reserve-Infanterie-Regiment Nr. 93. Na de wapenstilstand van 11 november 1918 en demobilisatie werd Arnim als compagniescommandant in de Reichswehr-Infanterie-Regiment 29 van de voorlopige Reichswehr opgenomen.

### Interbellum
Op 1 oktober 1920 werd hij tot compagniescommandant van het 5e infanterieregiment in Angermünde benoemd, en volgde vanaf 1 oktober 1921 een jaar lang een Führergehilfenausbildung in de staf van de 2e Divisie. Hij verhuisde naar de staf van de Gruppenkommandos 2 in Kassel, en vanaf 1 oktober 1924 werkte hij in het troepenambt in het Rijksministerie van Defensie in Berlijn. Na een wissel naar de staf van het Gruppenkommando 1 op 1 oktober 1925, kwam hij op 1 december 1926 naar de staf van de 7e Divisie in München, waar hij op 1 april 1928 bevorderd werd tot Major. Hierna voerde hij het commando over het 29e Infanterieregiment in Charlottenburg. Tegelijkertijd werd hij naar de training van de 7e (Beierse) motorvoertuig-afdeling gecommandeerd.

### Tweede Wereldoorlog
Op 8 september 1939 werd Arnim tot commandant van het 52e Infanteriedivisie benoemd. Op 1 december 1939 volgde zijn bevordering tot Generalleutnant. Met zijn divisie nam hij deel aan de slag om Frankrijk. Vanaf 5 oktober 1940 was hij commandant van de 27e Infanteriedivisie, die enige tijd later tot 17e Pantserdivisie werd omgevormd.
Kort na de aanval op de Sovjet-Unie, waar zijn divisie in de sector van het Panzergruppe 2 in de Heeresgruppe Mitte ingezet werd, raakte Arnim bij Stolpce in Wit-Rusland gewond. Hij werd voor een lange tijd in een ziekenhuis in Duitsland opgenomen. Nadat hij op 4 september 1941 met het Ridderkruis van het IJzeren Kruis onderscheiden was, nam hij midden september wederom het commando over de divisie op zich. Gedurende de dubbelslag bij Wjasma en Brjansk, lukt het de divisie in een klap Brjansk te veroveren en zo een aanval op Toela uit te voeren. Het 17e Pantserdivisie onder leiding van Arnim, was de enige divisie in de Wehrmacht die het beruchte Kommissarbefehl niet doorvoerde.
Op 11 november 1941 werd Arnim met het bij Tichwin ingezette 39e Gemotoriseerde Korps in het gebied van de Heeresgruppe Nord belast. Onder zware Russische aanvallen tijdens de slag om Tichwin moest zijn korps zich in december naar de Wolchow terugtrekken. Op 17 december volgde Arnims bevordering tot General der Panzertruppe. In mei 1942 slaagde zijn korps er na verschillende mislukte pogingen in om de insluiting bij Cholm te doorbreken. Hierna volgde de onder bevelstelling van het korps in het 9e Leger, dat in zware verdedigingsgevechten tijdens de slagen van Rzjev waren. Op 13 december 1942 werd hij door de opperbevelhebber van het 9e Leger, Generaloberst Walter Model geprezen:
„In Abwehrschlachten voll bewährter Kommandierender General. Energisch und verantwortungsfreudig. Setzte sich bedingungslos ein und zeigte auch in Krisenlagen unerschütterlich zuversichtliche Haltung. Lebt und führt im Sinne der nationalsozialistischen Weltanschauung.“
„In defensieve gevechten een volledig betrouwbare bevelvoerend generaal. Energiek en verantwoordelijk. Zette zich onvoorwaardelijk in, en geeft blijk van onwankelbaar vertrouwen in crisissituaties. Leeft en leidt in de zin van het nationaalsocialistische wereldbeschouwing.“

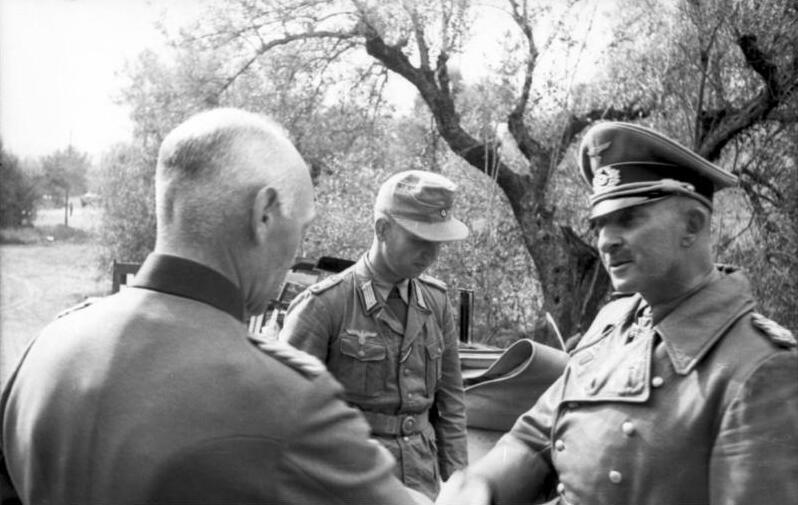
Generaloberst von Arnim begroet General der Panzertruppe Gustav von Vaerst, mei 1943.

Op 3 december 1942 werd hij  bevorderd tot Generaloberst en tot opperbevelhebber van het 5e Pantserleger in Tunesië benoemd. Hiermee behaalde hij verschillende defensieve successen tijdens de Tunesië-veldtocht. Na het terugroepen van Erwin Rommel wegens ziekte, werd Arnim op 9 maart 1943 als zijn opvolger en opperbevelhebber van de Heeresgruppe Afrika benoemd. Op 13 mei 1943 raakte Arnim met zijn staf bij Tunesië in Brits krijgsgevangenschap.

### Krijgsgevangenschap

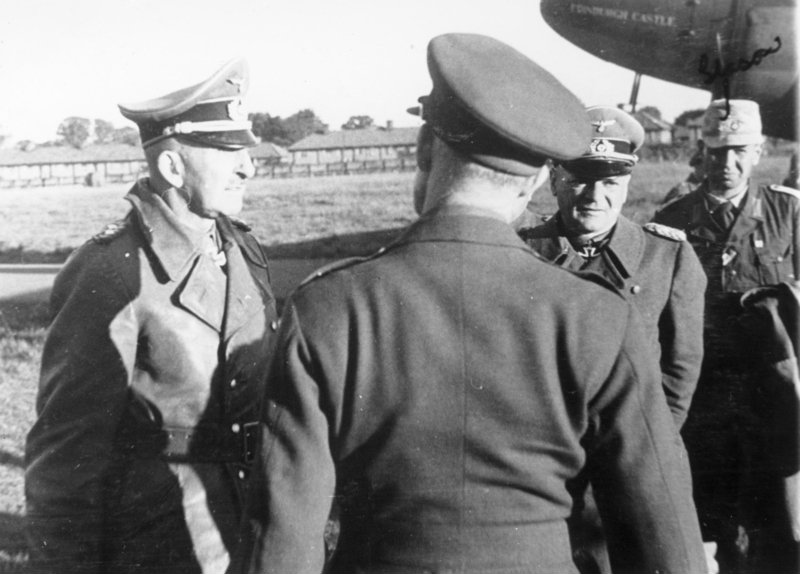
Generaloberst Hans-Jürgen von Arnim (links) en General der Panzertruppe Hans Cramer (midden) bij hun aankomst in Engeland, 16 mei 1943.

Na Generalfeldmarschall Friedrich Paulus was Hans-Jürgen von Arnim tot het einde van de Tweede Wereldoorlog de hoogste Duitse militair in geallieerde gevangenschap. Van 16 mei tot 16 juni 1944 was hij kampoudste in het Engelse generaalskamp Trent Park. Hij slaagde er echter niet in een einde te maken aan het broeiende geschil tussen de nazi-samenzweerders rond Wilhelm Ritter von Thoma en de loyalistische officieren rond Ludwig Crüwell, omdat hij "niet het nodige charisma had om tussen de verschillende meningen in te schikken". Hij laveerde veel meer "tussen de beide groepen in het kamp heen en weer, zonder duidelijk partij te kiezen" - mogelijkerwijs omdat hij geloofde dat hij het naziregime naar buiten zou moeten verdedigen vanwege zijn positie, zonder innerlijk ervan overtuigd te zijn. In 1944 werd Arnim met een groep van andere generaals naar het kamp Clinton, Clinton in de Mississippi, Verenigde Staten overgeplaatst. Ook daar bleef zijn gedrag als kampleider ambivalent: aan de ene kant liet hij zich vanwege zijn overgave aan de geallieerde troepen door loyalistische officieren, aangevoerd Generalmajor Botho Henning Elster (die later door een nazi-krijgsraad bij verstek ter dood werd veroordeeld) en door een ereraadsheer, vrijspreken van alle verdenkingen van defaitisme en lafheid. Anderzijds bekritiseerde Arnim Elster schriftelijk vanwege zijn weigering om de 'Duitse groet' te brengen, en zijn openlijk twijfels over de 'eindoverwinning'.
Op 1 juli 1947 werd Arnim uit krijgsgevangenschap vrijgelaten en naar Duitsland gerepatrieerd. Over het verder verloop van zijn leven is niets bekend.

## Militaire carrière
- Fahnenjunker: 1 april 1908[14][20][21][13][4]
- Fahnenjunker-Gefreiter: 25 mei 1908[20]
- Fahnenjunker-Unteroffizier: 18 juli 1908[20]
- Fähnrich: 19 november 1908[20][4]
- Leutnant: 19 augustus 1909 (met terugwerkende kracht vanaf 17 augustus 1907)[20][21][4]
- Oberleutnant: 27 januari 1915[20][21][4]
- Hauptmann: 27 januari 1917[12][20][21][13][4][5]
- Major: 1 april 1928[12][20][21][13][22]
- Oberstleutnant: 1 april 1932[20][21][4]
- Oberst: 1 juli 1934[20][21][4][22]
- Generalmajor: 1 januari 1938[20][21]
- Generalleutnant: 1 december 1939[20][23][21][13][4] - 2 december 1939[8][22]
- General der Panzertruppe:[24] 17 december 1941[20][25][21][8]
- Generaloberst: 3 december 1942[20][23][21]

## Onderscheidingen
- Ridderkruis van het IJzeren Kruis op 4 september 1941 als Generalleutnant en Commandant van de 17.Panzer-Division / Panzergruppe 2 / Heeresgruppe Mitte[24][26][20][27][25][21][13][8][22]
- IJzeren Kruis 1914[26][25][12][13][4], 1e Klasse[5] (16 september 1914) en 2e Klasse[5] (2 november 1914)[20]
- Herhalingsgesp bij IJzeren Kruis 1939[25], 1e Klasse (3 november 1939) en 2e Klasse (8 oktober 1939)[26][20]
- Ridderkruis in de Huisorde van Hohenzollern[5][4][12][13] met Zwaarden[21] op 7 september 1918[26][20]
- Hanseatenkruis Hamburg[12][26][20][13]
- Gewondeninsigne 1918 in zwart[4][13][12] en zilver[26][20][21]
- Panzerkampfabzeichen (zonder getal)[26][25]
- Erekruis voor Frontstrijders in de Wereldoorlog[26][20]
- Dienstonderscheiding van Leger, 1e Klasse (25 dienstjaren)[26][20] op 2 oktober 1936
- Mouwband "AFRIKA"[20]
- Medaille Winterschlacht im Osten 1941/42[26][20]
- Hij werd eenmaal genoemd in het Wehrmachtsbericht. Dat gebeurde op 13 mei 1943[26][28]